# Concombre
Cucumis sativus
Espèce
Classification phylogénétique
Le Concombre (Cucumis sativus) est une espèce de plantes à fleurs de la famille des Cucurbitacées. C'est une plante potagère herbacée, grimpante, de la même famille que la calebasse africaine, le melon ou la courge. C'est botaniquement un fruit qui est consommé comme un légume. Il est de la même espèce (Cucumis sativus) que le cornichon, consommé lui comme condiment. La plante, qui poussait naturellement au pied de l'Himalaya, aurait été domestiquée pour la première fois en Inde il y a au moins 3 000 ans.

## Histoire
Originaire d'Inde et plus précisément des contreforts de l'Himalaya, le concombre est cultivé depuis plus de 3 000 ans en Asie occidentale. Il est cité trois fois dans l'Ancien Testament par les Hébreux.
Contrairement à ce qui a été affirmé, il n'a jamais fait partie de la cuisine grecque antique ni de la cuisine romaine, ni même de la liste des plantes potagères recommandées dans le capitulaire De Villis (liste des plantes cultivées dans les jardins de monastères sous Charlemagne) :  
le légume auquel faisaient référence les auteurs antiques sous le terme cucumis s'est avéré avoir été le concombre arménien, qui n'est pas un véritable concombre (Cucumis sativus) mais un type de melon (Cucumis melo var. flexuosus).
Le concombre véritable, asiatique d'origine, serait lui arrivé plus tardivement, au cours du Moyen-Âge, d'Al-Andalus, l'Espagne musulmane.
Au XVIIe siècle, le concombre devient valorisé par les classes aisées car, fruit non rassasiant (à l'opposé de ce que recherche le paysan), il est vu comme un aliment de plaisir. Louis XIV en était friand, ce qui augmenta sa popularité, et le consommait cuit et farci. Le terme cornichon est attesté pour la première fois en 1651 et désigne alors un concombre cueilli jeune et conservé dans du vinaigre.
La culture du concombre ne se développe cependant véritablement qu'au XXe siècle grâce à l'agriculture sous serre.
Une variété de concombre dépourvue d'amertume est sélectionnée aux Pays-Bas en 1950, ce qui rend inutile de le laisser dégorger.

## Description

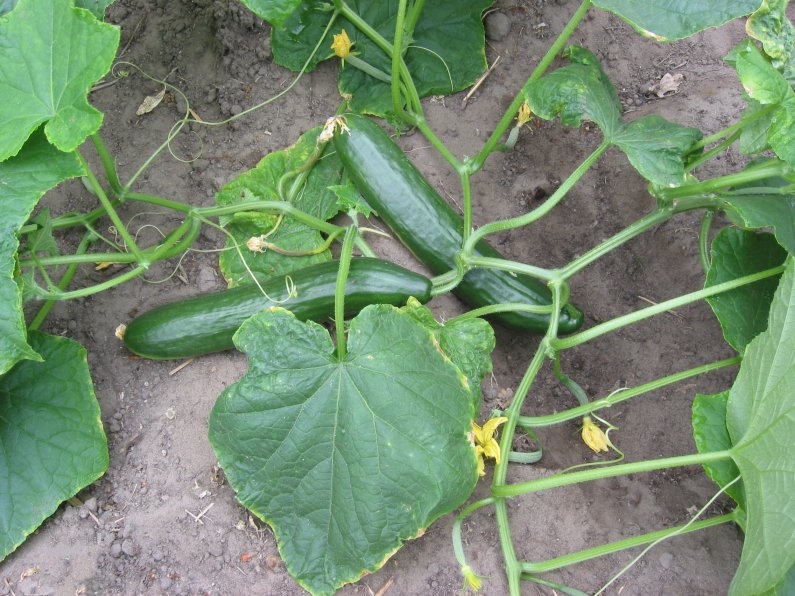
Concombres.

Les grandes feuilles alternes et stipulées, pentagonales à nervation palmée, comptent de trois à cinq lobes. Le bord du limbe est denté. Le concombre présente une grande variabilité foliaire sur le même individu.
Les fleurs unisexuées sont actinomorphes et pentamères. Fleurs mâles (au pistil non fonctionnel) et femelles (au gynécée composé d'un ovaire infère tricarpellé) sont toutes deux jaune pâle mais distinctes, quoique portées par le même pied (plante monoïque).
Les variétés traditionnelles produisent des boutons floraux mâles d'abord, puis femelles, dans des proportions à peu près équivalentes. Certains cultivars hybrides produisent en majorité des boutons femelles.
Les fruits allongés et charnus, au toucher rugueux, peuvent atteindre 30 cm de long et 5 cm de diamètre. Ce sont des baies contenant de nombreuses graines. Leur couleur à maturité varie selon les variétés du vert au blanc en passant par le jaune.
Les graines sont blanc jaunâtre et très aplaties. Un gramme contient 35 à 40 graines et leur durée de conservation est longue (10 ans).
Le concombre est une plante grimpante. La tige pousse vers le haut en cherchant des supports auxquels s’arrimer. Une fois trouvés, la tige se contracte et forme des structures hélicoïdales qu'on appelle les vrilles. Les vrilles du concombre sont remarquables en ce qu'elles comportent deux hélicoïdes de sens opposés. La section située entre les deux hélicoïdes est appelé une « perversion de vrille ».

## Variétés

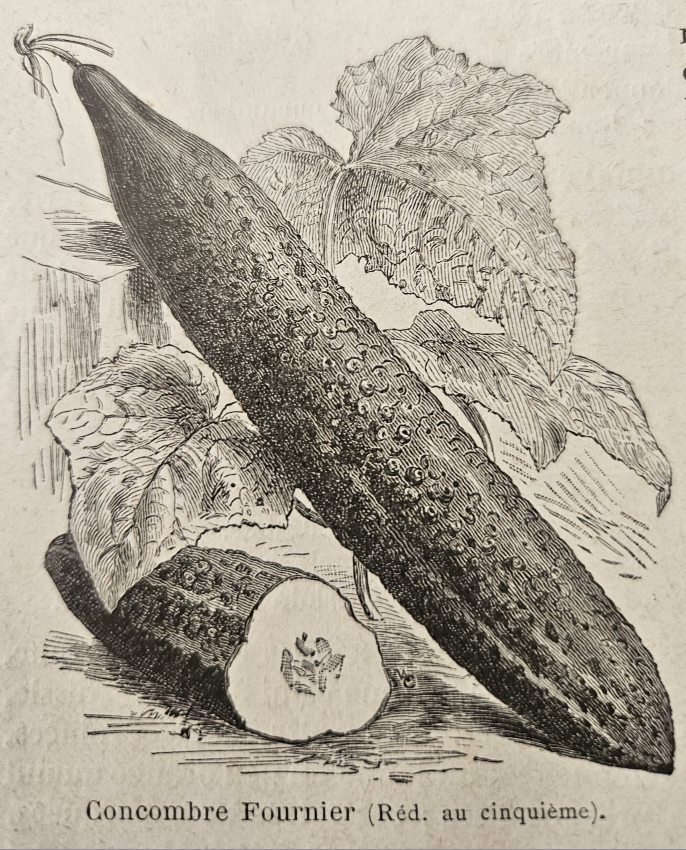
Concombre Fournier publié dans Les Plantes potagères Vilmorin 1925.

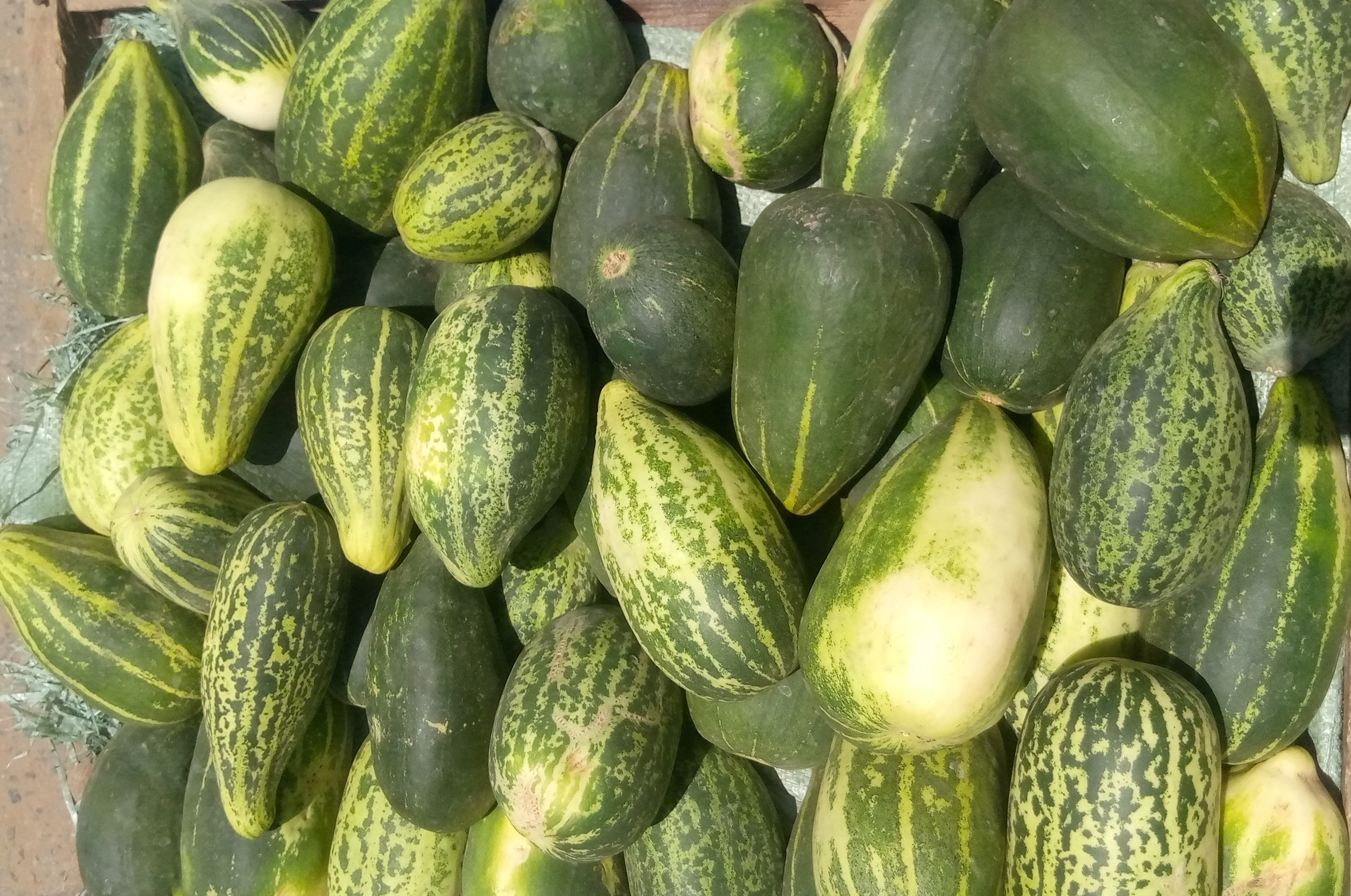
Concombre du tchad.

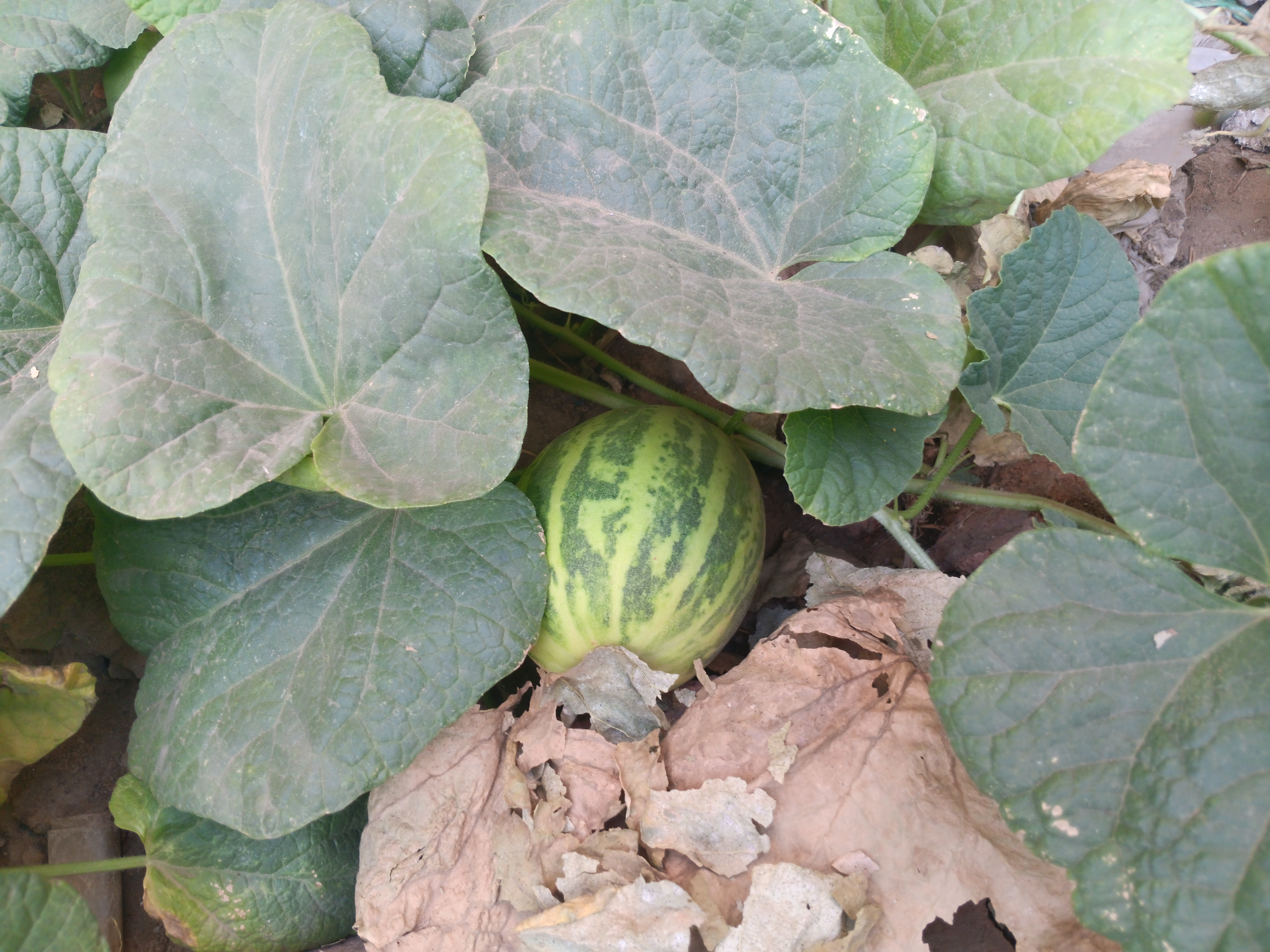
Concombre du tchad.

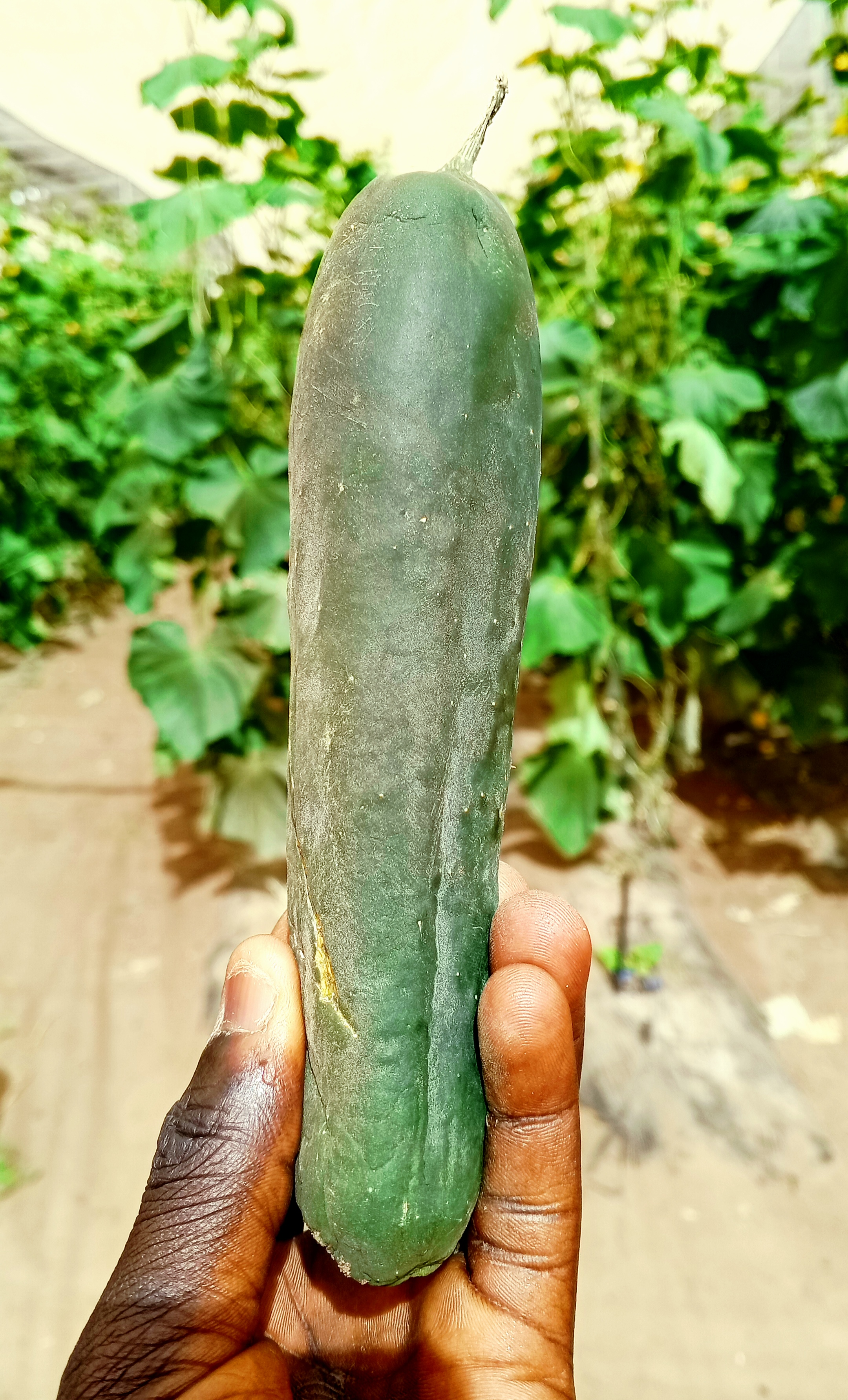
Concombre du Sénégal.

Parmi les différents types de concombres, trois grands types sont plus utilisés :
- le concombre court, à épiderme mat et à surface souvent rugueuse, appelé concombre épineux ou américain. Certaines variétés sont amères du fait de la présence de cucurbitacine ;
- le concombre long à écorce brillante avec un petit rétrécissement au bout, appelé concombre hollandais ou concombre anglais, notamment en Amérique du Nord. Il n'est  pas amer et sans graines (parthénocarpie) ;
- le « beit-alpha », appelé aussi mini-concombre ou concombre libanais, il est à la fois court, lisse et brillant, moins fréquent mais il commence à supplanter le concombre épineux. Il n’est pas amer, il n’a pas de graines et sa taille est plus adaptée à la consommation. Il est mieux adapté au climat du Midi.

Plus de 870 variétés sont inscrites au Catalogue européen et 45 au Catalogue français. La plupart sont des variétés hybrides.
Quelques variétés : 
- court-épineux : (non hybride) Le généreux, Marketer (hybride) Sideral ;
- hollandais : Acylia, Loustik, Vert long maraîcher ;
- beit-alpha : Gynial, Pharo.

Certaines variétés de concombre sont parthénocarpiques, les boutons floraux engendrant alors des fruits sans pépins. Aujourd'hui, les professionnels ne cultivent que des variétés parthénocarpiques. En effet, les concombres issus de variétés non parthénocarpiques sont remplis de graines et ont un goût amer.
Il existe une espèce appelée concombre sauvage dans le désert du Kalahari (voir aussi le parc transfrontalier de Kgalagadi), qui avec le concombre metulifer (Kiwano) et les melons tsamma sont les seules sources d'eau de la région pendant la période de sécheresse annuelle.
Une autre espèce appelée Concombre amer ou melon amer, cultivée surtout dans les pays asiatiques, n'est pas un concombre mais la margose (Momordica charantia)

### Améliorations variétales
Des progrès importants ont été notamment réalisés sur les résistances à des maladies telles que Cladosporium cucumerinum, l'oïdium (Podosphaera xanthii), le mildiou (Pseudoperonospora cubensis), la septoriose (Corynespora melonis), ainsi qu'au virus du jaunissement des nervures du concombre (CVYV), au virus de la mosaïque jaune de la courgette (ZYMV) et au virus de la mosaïque du concombre (CMV),.
La technique innovante CRISPR-Cas9 a permis, par mutation d'un seul gène, de rendre résistante une variété de concombre à au moins trois potyvirus, le ZYMV, le PRSV-W et le CVYV.

## Culture
C'est une espèce non rustique, qui ne peut être cultivée en pleine terre qu'en régions tempérées ou chaudes. La culture sous serre est très répandue. En culture intensive de plein champ le concombre peut être cultivé de la même manière que le melon qui est une autre espèce du même genre (voir Melon (plante)#Culture intensive du melon de plein champ), en méthode traditionnelle ou bio. Les concombres de plein champ sont plus petits, ne nécessitent ni taille ni tuteurage et se contentent d'une fumure réduite et d'interventions mécanisées.
La plante peut se développer à même le sol ou être conduite sur des treillis.
Le semis en pleine terre se fait au printemps (en mai dans l'hémisphère nord) pour les variétés potagères. Sous serres chauffées, le semis peut se faire dès le mois de janvier, et la plantation a lieu quatre semaines plus tard.
Une bonne fertilisation et une irrigation suffisante sont nécessaires pour obtenir une production abondante.
Compagnonnage : le concombre apprécie le voisinage du chou, de la laitue, des haricots, mais pas celui de la tomate ni de la pomme de terre.

### Maladies et ravageurs
- Fonte des semis due à des champignons du genre Pythium.
- Fusariose vasculaire du concombre, maladie fongique causée par Fusarium oxysporum f. sp. cucumerinum.
- Pourriture du collet, causée par plusieurs espèces de Phytophthora.
- Oïdium
- Verticilliose.
- Tache angulaire du concombre, due à Pseudomonas syringae pv lachrymans.
- Flétrissement bactérien dû à Erwinia tracheiphila.
- Mosaïque du concombre (maladie virale).
- Marbrure du concombre (maladie virale).
- Chrysomèle rayée du concombre, Acalymma vittatum (Fabricius) (coléoptère)
- Nématodes cécidogènes

Pour lutter contre les potyvirus, la recherche s'axe sur la sélection de plantes résistantes. Pour cela, CRISPR/Cas9 a été utilisé pour créer des concombres chez lesquels les potyvirus ne peuvent pas se développer,.

## Production

### Production mondiale
Les principaux pays producteurs de concombres en Europe sont la Russie, l'Ukraine, l'Espagne et la Pologne.
| Pays        | 2012       | %     | 2013       | %     |
| ----------- | ---------- | ----- | ---------- | ----- |
| Chine       | 51 886 600 | 75 %  | 54 315 900 | 76 %  |
| Turquie     | 1 741 878  | 3 %   | 1 754 613  | 2 %   |
| Iran        | 1 600 000  | 2 %   | 1 570 078  | 2 %   |
| Russie      | 1 281 788  | 2 %   | 1 068 000  | 1 %   |
| Ukraine     | 1 020 600  | 1 %   | 1 044 300  | 1 %   |
| États-Unis  | 901 060    | 1 %   | 747 610    | 1 %   |
| Espagne     | 748 500    | 1 %   | 754 400    | 1 %   |
| Mexique     | 640 508    | 1 %   | 637 395    | 1 %   |
| Égypte      | 613 880    | 1 %   | 631 129    | 1 %   |
| Ouzbékistan | 610 645    | 1 %   | 607 397    | 1 %   |
| Japon       | 586 600    | 1 %   | 547 900    | 1 %   |
| Pologne     | 520 686    | 1 %   | 512 714    | 1 %   |
| Autres pays | 7 666 312  | 11 %  | 7 659 852  | 11 %  |
| Monde       | 69 298 371 | 100 % | 71 365 573 | 100 % |

### Production française
En 2017 la production française est de 133 498  tonnes. La surface cultivée est de 585 hectares, soit un rendement de 228,2 tonnes à l'hectare. Les principaux départements producteurs sont la Loire-Atlantique; le Loiret, les Pyrénées-Orientales, les Bouches-du-Rhône, la Meuse. Le commerce extérieur est déficitaire : 17 361  tonnes produites sont exportées mais 76 899 tonnes sont importées.

## Langue française
Le terme concombre (« concombre de mer ») sert de dénomination vulgaire pour les holothuries, ou de complément de nom pour l'araignée Araniella cucurbitina.
Au sens populaire, on traite de concombre une personne stupide.

## Calendrier
Le 7e jour du mois de messidor du calendrier républicain / révolutionnaire français est officiellement dénommé jour du concombre, généralement chaque 25 juin du calendrier grégorien.